# Горно Агларци
Горно Агларци (на македонска литературна норма: Горно Агларци) е село в южната част на Северна Македония, община Новаци.

## География
Селото е разположено в западните склонове на Селечката планина, източно от град Битоля.

## История
В XIX век Горно Агларци е село в Битолска кааза на Османската империя с паралелно име Влахлар. На австро-унгарската военна карта е отбелязано като Влаклар (Vlaklar).
Между 1896 и 1900 година селото преминава под върховенството на Българската екзархия.
Според статистиката на Васил Кънчов („Македония. Етнография и статистика“) от 1900 година Агларци Горно има 230 жители, от които 180 българи християни и 50 турци. Същевременно Влахларъ има 200 жители, всички българи християни.
На Етнографската карта на Битолския вилает на Картографския институт в София от 1901 година Горно Агларци е чисто българско село в Битолската каза на Битолския санджак с 18 къщи. Същевременно Влахлар е чисто българско село в Битолската каза на Битолския санджак с 33 къщи.
В началото на XX век християнското население на селото е под върховенството на Българската екзархия. По данни на секретаря на екзархията Димитър Мишев („La Macédoine et sa Population Chrétienne“) в 1905 година в Горно Агларци има 144 българи екзархисти и работи българско училище.
При избухването на Балканската война в 1912 година един човек от Агларци е доброволец в Македоно-одринското опълчение.
Горно и Долно Агларци имат обща църква – „Св. св. Петър и Павел“. Църквата има два трема - единият за жителите на Горно, а другият за тези на Долно Агларци. Едното село празнува на Петровден 12, а другото на Павловден – 13 юни.
Според преброяването от 2002 година селото има 185 жители, всички северномакедонци.
| Националност     | Всичко |
| северномакедонци | 185    |
| албанци          | 0      |
| турци            | 0      |
| роми             | 0      |
| власи            | 0      |
| сърби            | 0      |
| бошняци          | 0      |
| други            | 0      |

## Личности
- Павел Георгиев (1890 – ?), опълченец от Македоно-одринското опълчение, Втора рота на Четвърта битолска дружина, роден в Долно или Горно Агларци[10]